# Khurshid Aslam
Khurshid Aslam (Lucknow, 6 april 1936 - 1993) was een hockeyer uit Pakistan. 
Aslam won met de Pakistaanse ploeg de gouden medaille tijdens de Olympische Spelen 1960 in Rome door in de finale India te verslaan. Dit was de eerste nederlaag voor India op de Olympische Spelen.

## Erelijst
- 1958  –  Aziatische Spelen in Tokio
- 1960 –  Olympische Spelen in Rome